# Šprymberk
Šprymberk je zaniklý šlechtický hrad z poloviny 14. století v okrese Louny. Stál na pravém břehu Bíleneckého potoka na ostrožně, která vybíhá ze severního úpatí Vlčí hory, v nadmořské výšce 390 metrů u vesnice Bílenec. Zachovaly se z něj zejména příkopy a terénní pozůstatky staveb. Jeho zbytky jsou chráněny jako kulturní památka.

## Název
Jméno hradu vzniklo zkrácením německého výrazu Springenberg, který zkracoval větu Spring in den Berg. Název se v historických pramenech objevuje ve tvarech: de Sprinberk (1363), de Springenberch (1367), z Ssprimberga (1370), de Prymberka (1391), de Ssprymbergka (1395), w Ssprimbercze a pod Ssprimbergem (1483).

## Poloha
Některé mapy a literatura lokalizují hrad na vrchol Vlčí hory, který se nachází asi o 600 metrů dále na jihovýchod. Skutečné místo, kde hrad stál, se nachází v blízkosti místní komunikace z Bílence směrem k Jesenické křižovatce. Asi jeden kilometr východně od vesnice silnice po kamenném mostě překračuje koryto Bíleneckého potoka. Těsně za mostem odbočuje cesta doprava, která asi po sto metrech přichází přímo pod ostrožnu se zbytky hradu.

## Historie
První písemná zmínka o hradu pochází z roku 1363, kdy je zmiňován v predikátu Bohuňka ze Šprymberka, synovce Bohuslava ze Šanova. Bohuněk na hradě sídlil do své smrti v roce 1370 a jeho potomci hrad drželi až do husitských válek. Potom hrad patřil Janu mladšímu z Janovic a po jeho smrti ho jako odúmrť získal v roce 1464 Jan z Doupova. Vzápětí byl připojen k petrohradskému panství a roku 1483 se uvádí jako pustý.

## Stavební podoba
Hradní stavby byly převážně dřevěné. Na severní a snadno přístupné straně hrad chránily val a šíjový příkop. Za nimi se nacházelo čtverhranné předhradí beze stop zástavby. Druhý příkop odděloval první a druhé předhradí, kde se dochovaly terénní relikty budov. Největší z nich stála v severovýchodním nároží a nejspíš byla podsklepená. Skalnaté hradní jádro bylo odděleno třetím příkopem. Pravděpodobně na něm stála věžovitá stavba a další dvouprostorová budova.

## Galerie

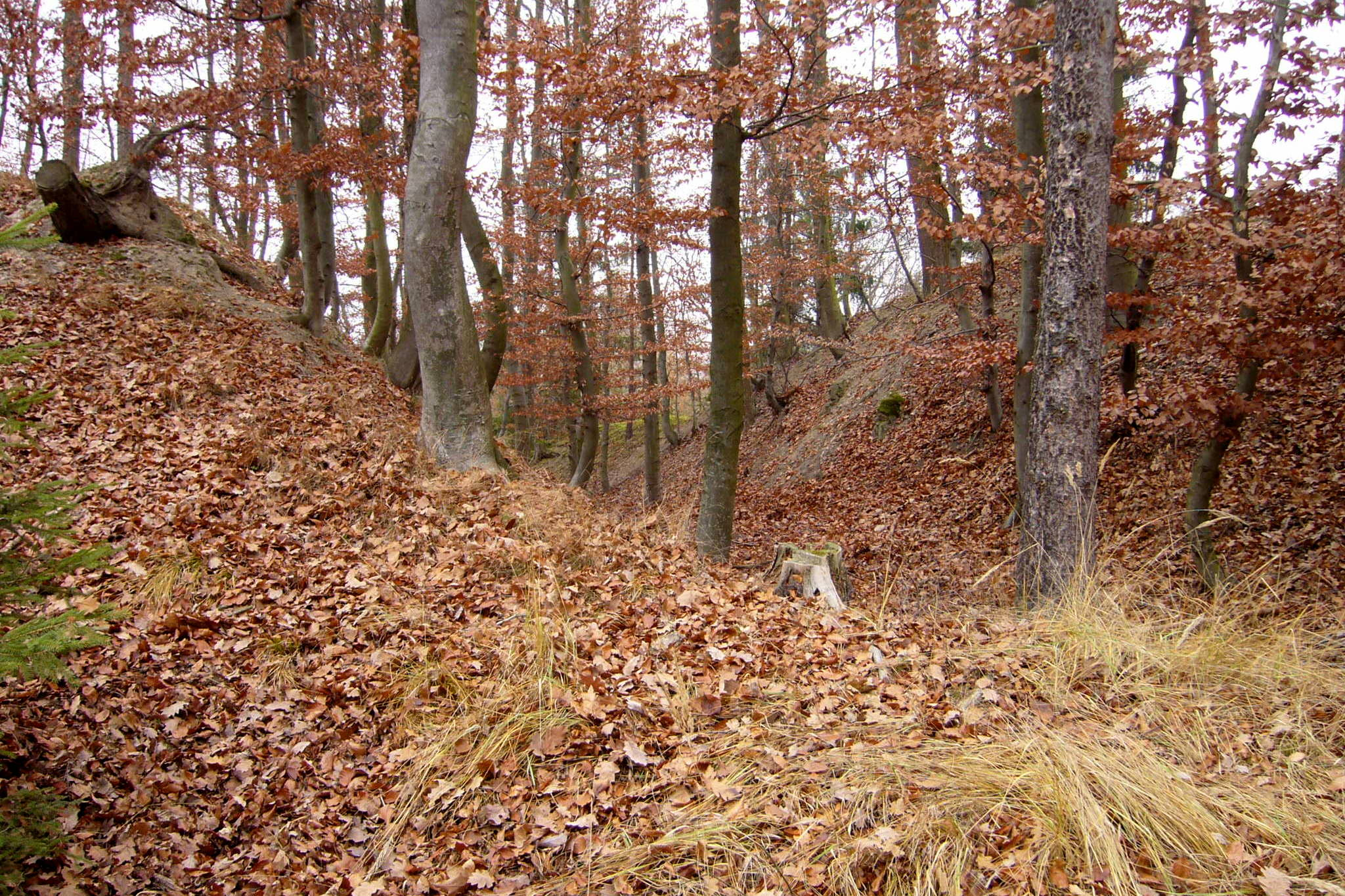
První příkop
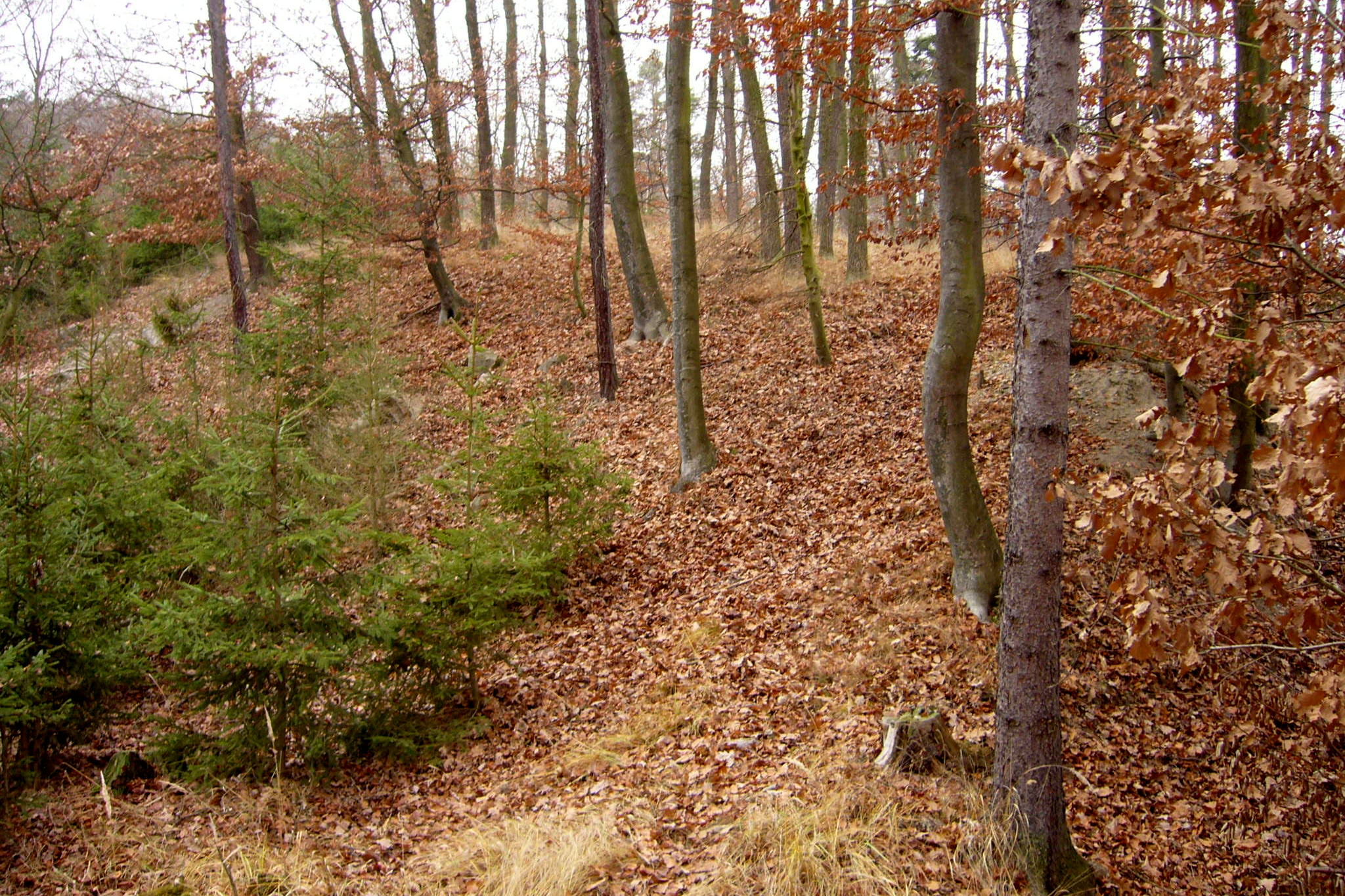
První předhradí
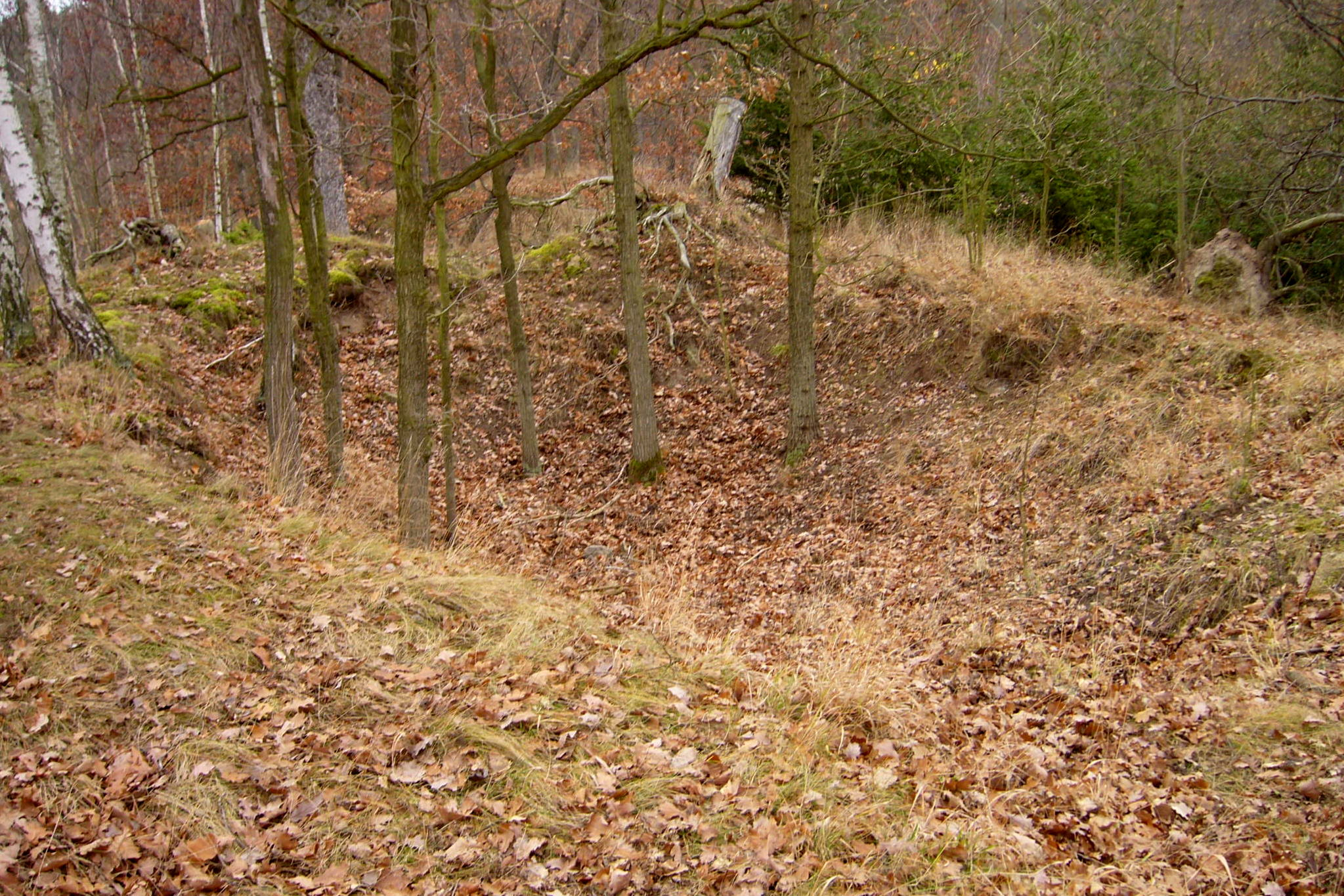
Pozůstatek stavby ve druhém předhradí
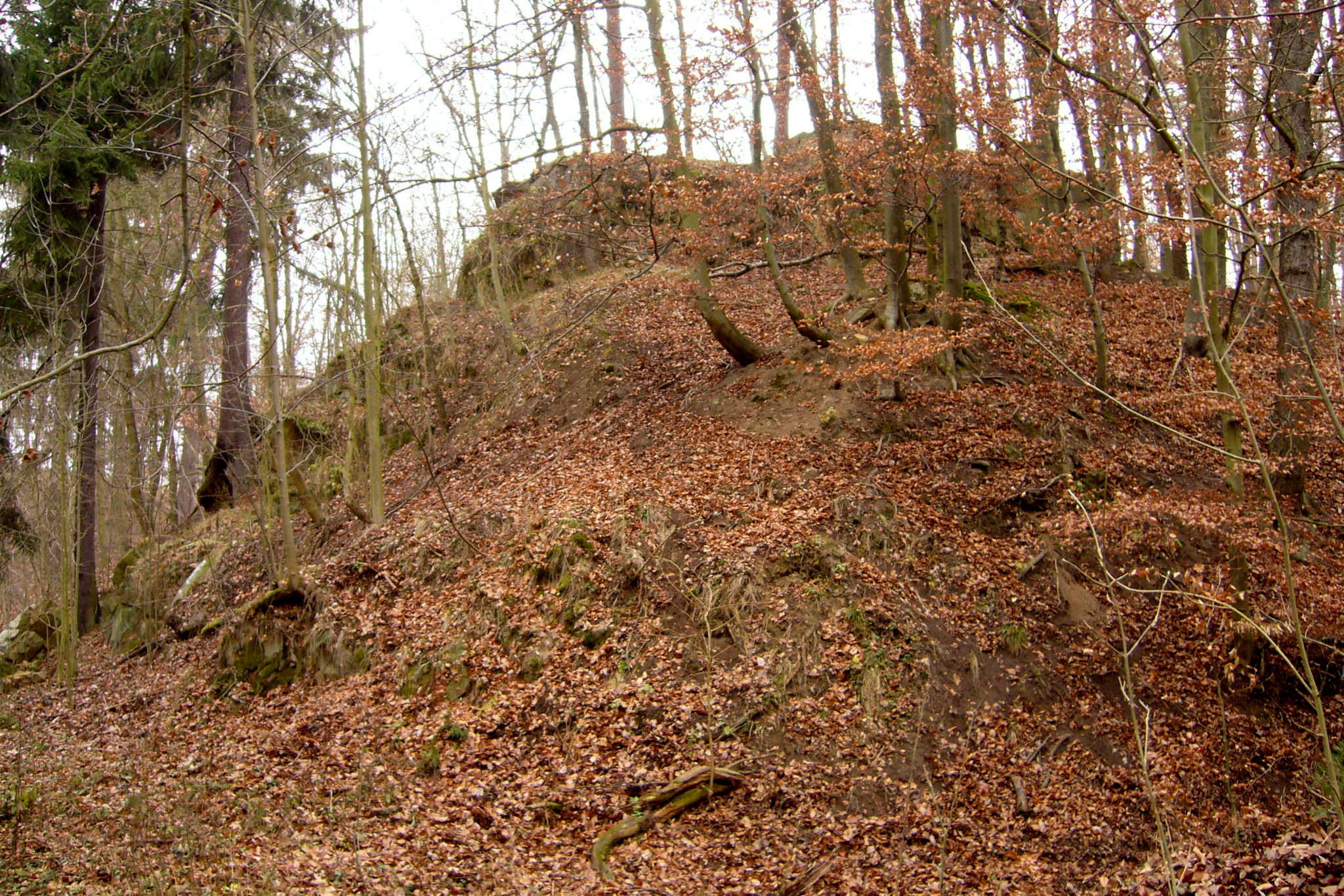
Hradní jádro